# Tuhewaebu
Tuhewaebu is een bestuurslaag in het regentschap Nias van de provincie Noord-Sumatra, Indonesië. Tuhewaebu telt 584 inwoners (volkstelling 2010).